# Ved Kongeporten
Ved Kongeporten er en vej i Indre By (København), der fører til Kastellet fra syd og fungerer som en af de primære indgange til det historiske fæstningsværk. Gaden har fået sit navn fra Kongeporten, der anses for at være den mest fornemme indgang til Kastellet, da den vender mod byen. Den nordlige port hedder Norgesporten. Gaden udspringer fra Esplanaden.

## Kongeportens buste og ur
Over selve porten findes en buste af kong Frederik den 3., der tog initiativ til at opføre Kastellet. Busten menes at være skabt af den italienske billedhugger Francisco Dieussart omkring 1644. På indersiden af porten hænger et gammelt ur, som tidligere sad i Københavns Hovedvagt på Kongens Nytorv.

## Mindesmærket for faldne
Tæt ved indgangen til Kastellet, på det såkaldte Sjællands Ravelin, står et mindesmærke for de danske soldater, der faldt under Danmarks besættelse den 9. april 1940 og den 29. august 1943. Monumentet blev skabt af billedhuggeren Svend Lindhart (1898-1989) og blev opstillet 5. maj 1960 for at ære de faldne.